# Ermita de Santa Bárbara (Altura)
La ermita de Santa Bárbara es un edificio religioso situado en el municipio valenciano de Altura (provincia de Castellón, Comunidad Valenciana, España), en lo alto del cerro de Santa Bárbara. Está catalogada como Bien de Relevancia Local, con código identificativo 12.07.012-004, según consta en la Dirección General de Patrimonio Artístico de la Generalidad Valenciana.
Fue construida en el siglo XV y fue deteriorándose con el paso del tiempo hasta hacer necesaria su restauración, la cual se llevó a cabo en 1996 por parte de los alumnos de la Escuela Taller Vall de Crist.

## Descripción
Se accede a ella desde la calle del Calvario, por el camino del Vía Crucis con sus estaciones diseminadas a lo largo de la ladera del cerro. Junto a la ermita hay una fuente en un murete de piedra, bajo un relieve de cerámica con imagen de la santa.
Presenta una planta rectangular (de 17 metros de largo y 7 metros de ancho) de una sola nave y cuatro crujías separadas por tres arcos apoyados en su interior, al carecer la ermita de contrafuertes externos. La cubierta interior es de madera y la exterior de teja y a dos vertientes.
De fábrica de mampostería y blanqueada sin adornos. Tiene la puerta de acceso, tanto al templo como a la casa del ermitaño (que se sitúa a los pies de la ermita y presenta dos estancias, con vanos al exterior), en un lateral, y presenta un pequeño contrafuerte y está elevada por dos escalones con un arco escarzado.
Presenta un interior de gran sencillez. Presenta pavimento de ladrillo bizcochado, banco corrido a lo largo del perímetro interno, y en la cabecera presenta el altar, en el que descansa la imagen de la santa, y una pequeña pila de agua bendita. La cubierta interior es de madera y en general el interior está vacío de ornamentos.
La fiesta de la Santa es el 4 de diciembre y entre sus actos se celebra una misa patrocinada por las madres de los quintos de cada año, arreglando la ermita y decorándola con flores, después de la tradicional misa se reparten unas pastas típicas y naranjas del terreno.